# Sīn
Sīn (س) – dwunasta litera alfabetu arabskiego. Używana jest do oznaczenia dźwięku [s], tj. spółgłoski szczelinowej dziąsłowej bezdźwięcznej. Pochodzi od arabskiej litery ش.
W języku polskim litera sīn jest transkrybowana za pomocą litery S.
W arabskim systemie liczbowym literze sīn odpowiada liczba 60.

## Postacie litery
| Postać: | izolowana | końcowa | środkowa | początkowa |
| ------- | --------- | ------- | -------- | ---------- |
| Wygląd: | س‬         | ـس‬      | ـسـ‬      | سـ‬         |

## Kodowanie
| Znak                   | س                  | س                  |
| ---------------------- | ------------------ | ------------------ |
| Nazwa w Unikodzie      | Arabic Letter Seen | Arabic Letter Seen |
| Kodowanie              | dziesiątkowo       | szesnastkowo       |
| Unicode                | 1587               | U+0633             |
| UTF-8                  | 216 179            | d8 b3              |
| Odwołania znakowe SGML | &#1587;            | &#x0633;           |